# 부자노
부자노(이탈리아어: Buggiano)는 이탈리아 토스카나주 피스토이아도에 있는 코무네다. 피렌체에서 북서쪽으로 45km, 피스토이아에서 남서쪽으로 15km 거리에 있다.

## 자매 도시
- 독일 아셰베르크